# Palterndorf-Dobermannsdorf
Palterndorf-Dobermannsdorf là một thị trấn ở huyện Gänserndorf thuộc bang Niederösterreich nước Áo. Đô thị Palterndorf-Dobermannsdorf có diện tích 18,64 km², dân số năm 2001 là 1264 người.